# 童夢・RC-83
童夢・RC-83は、1983年全日本耐久選手権（後のJSPC）、富士ロングディスタンスシリーズ（富士LD）、および1984年のル・マン24時間レース参戦用に童夢が開発したグループCカー。
なおトムス・83Cは同型の姉妹車（トヨタエンジンを搭載し、フロント・リアのカウルのデザインが異なる）。本稿ではトムス・83Cについても記述する。

## 概要
童夢初のCカーである前作トムス童夢・セリカCは、市販車であるセリカのイメージを強く残すことを要望され製作されたが、童夢・RC-83はそういった縛りもなく製作されたグラウンド・エフェクトを積極利用した本格的Cカーである。エンジンはV型8気筒3.9L フォード・DFL。
デビュー戦は、1983年の富士1000km（31周でリタイヤ）。2戦目の鈴鹿1000kmでは、予選を3位で通過したが決勝はトップから5周遅れ（4位入賞）となった。WEC-JAPANでは、予選を10位で通過したが決勝での周回数は148周で、規定周回数に達せず完走とは認められなかった。その後の富士500マイルレースでは7位完走した。
翌1984年の鈴鹿500kmでは、改良を加えた童夢・RC-83iとして出走し、予選では5位であったが決勝は棄権した。ル・マン24時間では、予選でDFL搭載車が最速タイムをマークした直後に大クラッシュし、ほぼ原型を留めないほどマシンは大破し決勝出走を断念した。クラッシュが多く安定した成績を残せなかった。
姉妹車のトムス・83C/トヨタも、同じく1983年の富士1000kmでデビューした。エンジンはトヨタ・4T-Gで、名目上は「世界ラリー選手権（WRC）用エンジンの実車開発」として製作され、スロットルバルブ、エキゾースト、ターボチャージャー等がモディファイされた。2戦目の鈴鹿1000kmではトップのポルシェ・956から3周遅れながら2位入賞した。WEC-JAPANではチームイクザワにもデリバリーされるが、練習中にエンジンのオーバーヒートで炎上し、出走を断念した。トムス車は、決勝レース中に2度もフロントカウルが破損し、スペアのフロントカウルがなくそのままリタイヤかと思われたが、童夢・RC-83のフロントカウルを借りてレースに復帰できた。しかし、197周め走行中にストレートでクラッシュし9位完走扱いになった。その1ヵ月半後の富士500マイルレースでは、マシンを修復して参戦し、2位に入賞した。1984年の鈴鹿500kmでは、中嶋悟の手によりポールポジションを獲得している。
次期型の84Cからは、童夢車もトヨタエンジンを使うようになり、また童夢車、トムス車も外観の相違点がなくなり、完全な同型車となる。